# 北海道道437号羽幌原野古丹別停車場線
北海道道437号羽幌原野古丹別停車場線（ほっかいどうどう437ごう はぼろげんやこたんべつていしゃじょうせん）は、北海道苫前郡羽幌町と苫前町を結ぶ一般道道（北海道道）である。

## 概要

### 路線データ
- 起点：北海道苫前郡羽幌町字中央（北海道道747号上羽幌羽幌停車場線交点）
- 終点：北海道苫前郡苫前町字古丹別（旧国鉄 羽幌線 古丹別駅跡）
- 総延長：9.761 km
- 実延長：9.735 km
- 重用延長：0.026 km

### 道路管理者
- 留萌振興局 留萌建設管理部 羽幌出張所

## 歴史
- 1962年（昭和37年）8月1日 - 路線認定[1]。
- 1987年（昭和62年）3月30日 - 羽幌線の廃線に伴い、古丹別駅は廃駅となる。

## 路線状況

### 重複区間
- 北海道道1063号小川古丹別線（苫前町字古丹別121 - 苫前町字古丹別252）
- 北海道道1049号苫前小平線（苫前町字古丹別252 - 苫前町字古丹別〔終点〕）

### 道路施設

#### 主な橋梁
- 八線沢橋（22 m、八線沢川、苫前町字古丹別）
- 二股橋（118 m、古丹別川、苫前町字古丹別）

## 地理

### 通過する自治体
- 留萌振興局
  - 苫前郡羽幌町
  - 苫前郡苫前町

### 交差する道路
羽幌町
- 北海道道747号上羽幌羽幌停車場線 - 字中央（起点）

苫前町
- 北海道道1063号小川古丹別線 - 字古丹別121、字古丹別252（重複）
- 国道239号 - 字古丹別252
- 北海道道1049号苫前小平線 - 字古丹別252、字古丹別（終点）（重複）